# Fredede bygninger i Egedal Kommune
Denne liste over fredede bygninger i Egedal Kommune viser alle fredede bygninger i Egedal Kommune, bortset fra kirker. Listen bygger på data fra Kulturarvsstyrelsen.
| Sagsnavn           | Komplekstype | Opførelsesår | Adresse                     | Koordinater                                   | Fredningsår (1. fredning) | ID (Link til Kulturarv.dk) | Billede     |
| ------------------ | ------------ | ------------ | --------------------------- | --------------------------------------------- | ------------------------- | -------------------------- | ----------- |
| Edelgave           |              | 1782         | Edelgavevej 28, 2765 Smørum | 55°43′32″N 12°15′24″Ø / 55.72553°N 12.25661°Ø |                           | 240-543-1                  | Upload foto |
| Melchiors Enkesæde |              | 1800         | Engholmvej 1, 3660 Stenløse | 55°46′03″N 12°11′54″Ø / 55.76751°N 12.19846°Ø |                           | 240-4831-1                 | Upload foto |